# Trippstadt
Trippstadt est une municipalité de la Verbandsgemeinde Kaiserslautern-Süd, dans l'arrondissement de Kaiserslautern, en Rhénanie-Palatinat, dans l'ouest de l'Allemagne.

## Article connexe

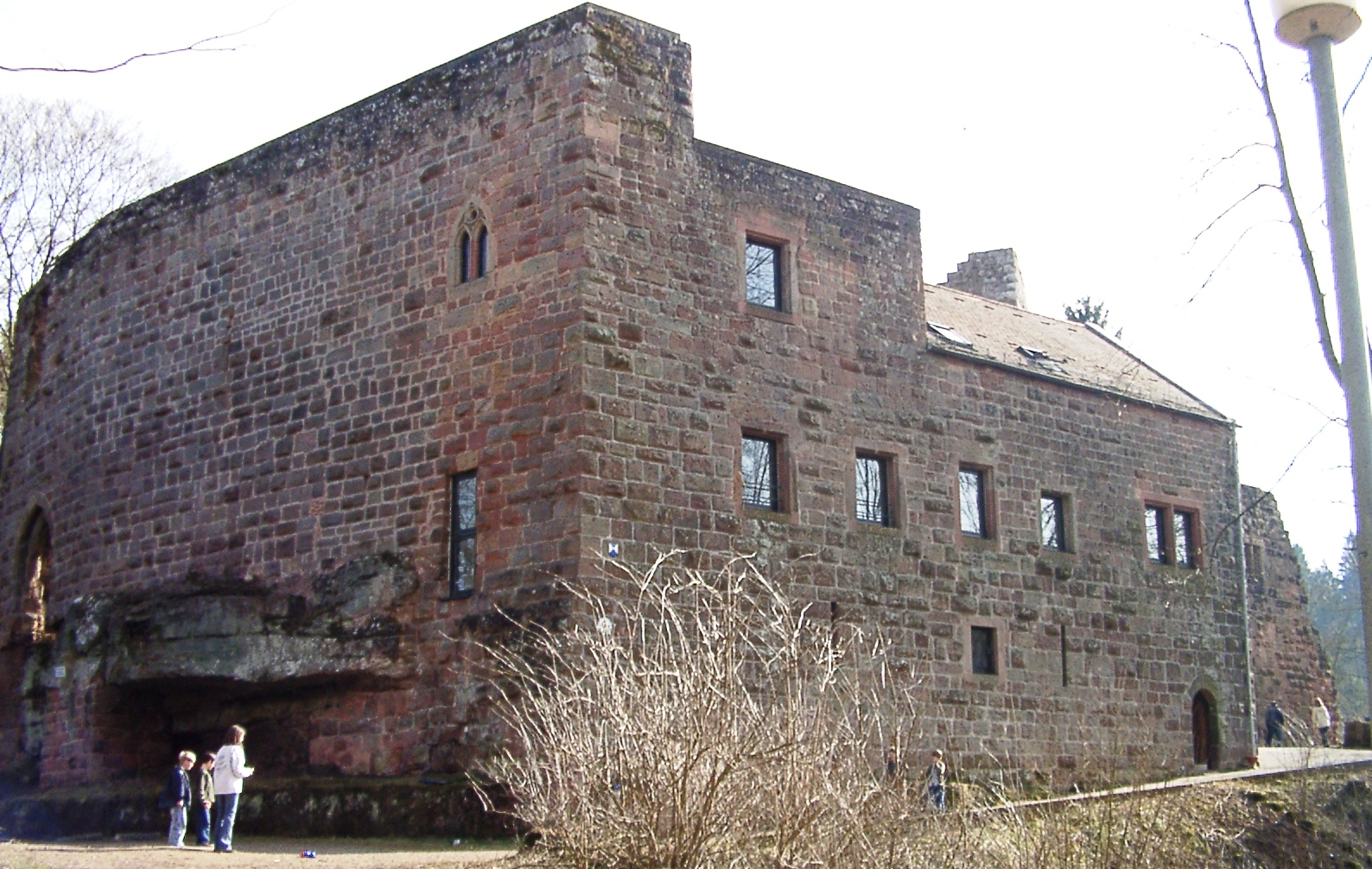
Château de Wilenstein à Trippstadt.
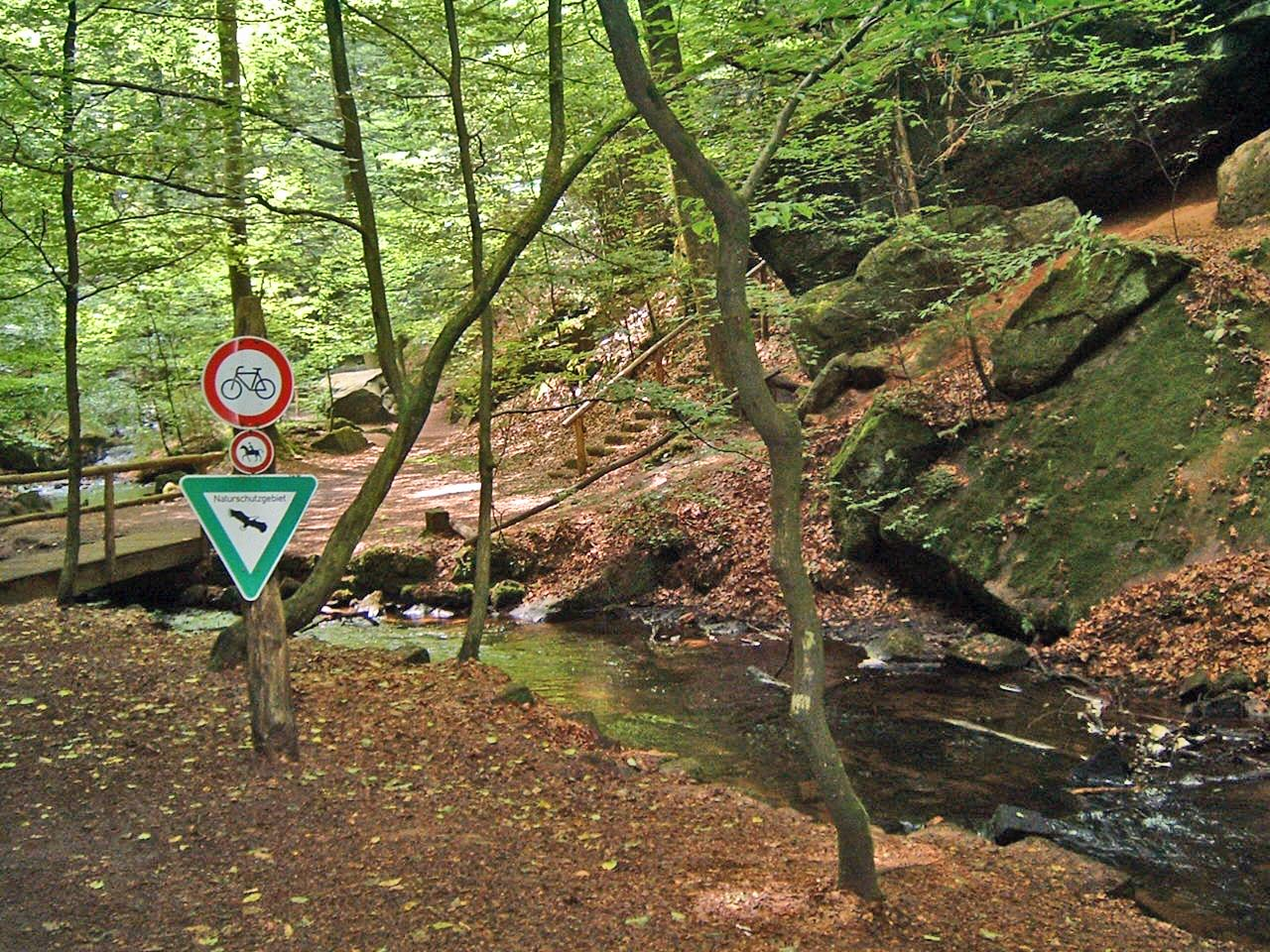
Ruisseau près de Trippstadt.
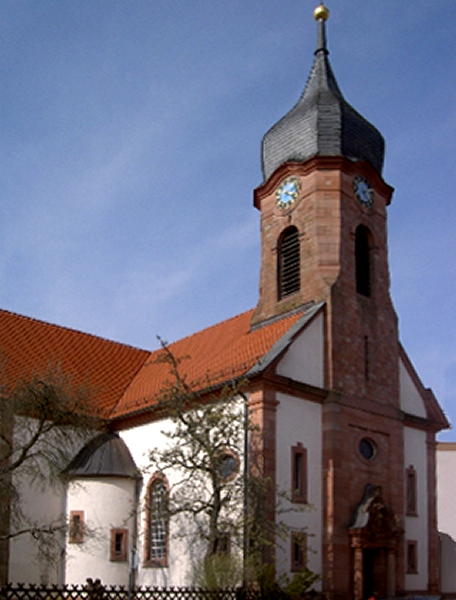
Église évangélique.
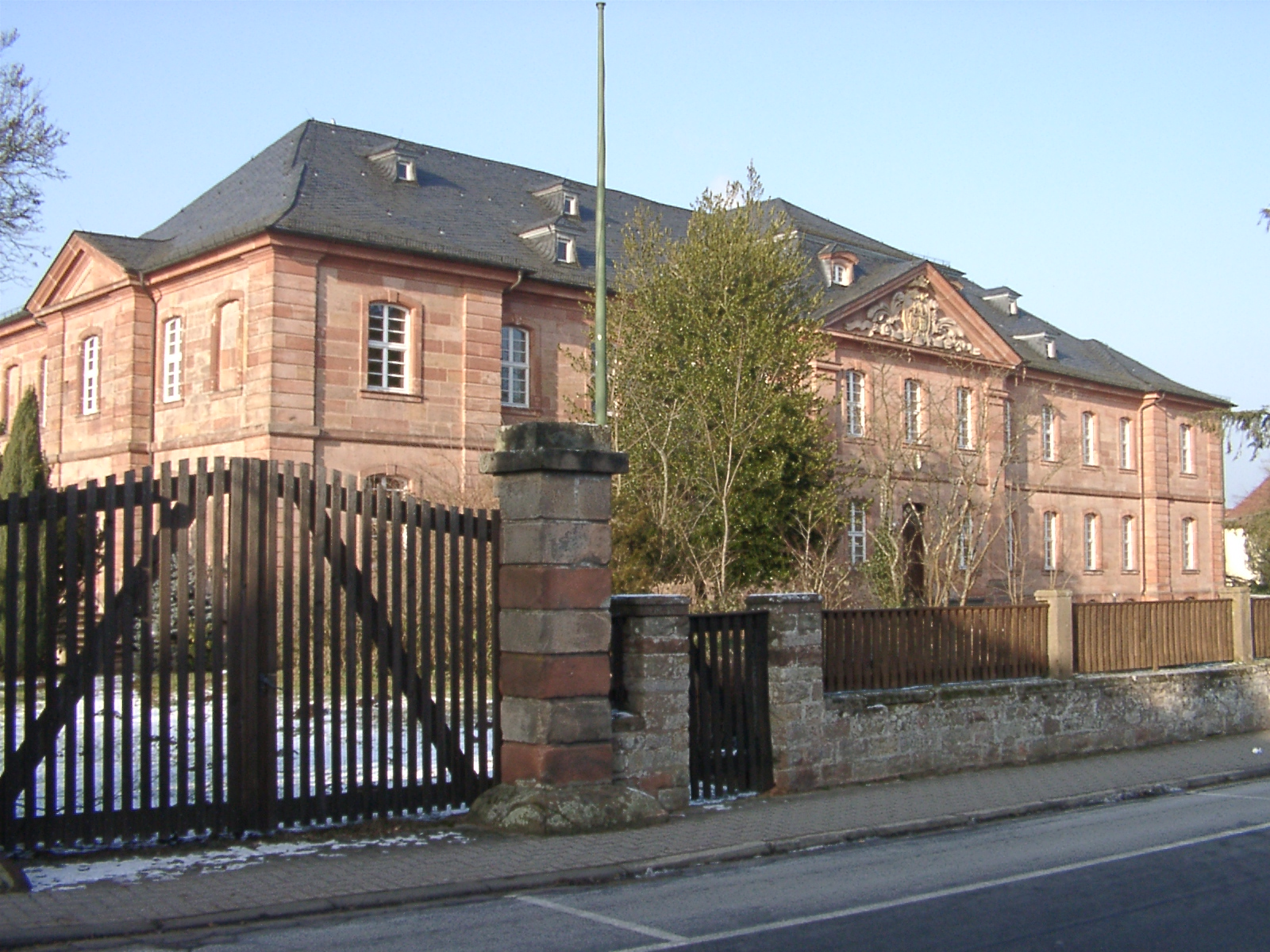
École à Trippstadt.
Localisation de Trippstadt dans la Verbandsgemeinde et dans l'arrondissement.